# Joanna Lawn
Joanna Lawn (* 29. Dezember 1973 in Wellington, Vereinigtes Königreich) ist eine ehemalige Triathletin aus Neuseeland. Sie ist achtfache Siegerin auf der Ironman-Distanz und wird als Vierte in der Bestenliste neuseeländischer Triathletinnen auf der Ironman-Distanz geführt.(Stand: Mai 2022)

## Werdegang
Joanna Lawn wuchs in Auckland auf und bereits 1998 bei den Commonwealth-Spielen startete sie auf dem Fahrrad für Neuseeland und wurde in dieser Disziplin Neunte.

### Triathlon seit 1999
1999 wechselte sie zum Triathlon. Sie konnte zwischen 2003 und 2010 den Ironman New Zealand in Taupo in Neuseeland sieben Mal in Folge für sich entscheiden – mit nur einer Unterbrechung im Jahr 2009, als sie hinter ihrer Landsfrau Gina Ferguson auf dem zweiten Rang landete.

2005 und 2007 belegte sie beim Ironman Hawaii (Ironman World Championships) auf Hawaii jeweils den vierten Rang. Im Juli 2006 gewann sie die fünfte Austragung der Challenge Roth.
Im Januar 2014 erklärte die damals 40-Jährige ihre Karriere nach 20 Jahren für beendet und sie gab bekannt, dass sie ein Baby erwartet.
Joanna Lawn lebt mit ihrem Mann  in Auckland.

## Weblinks

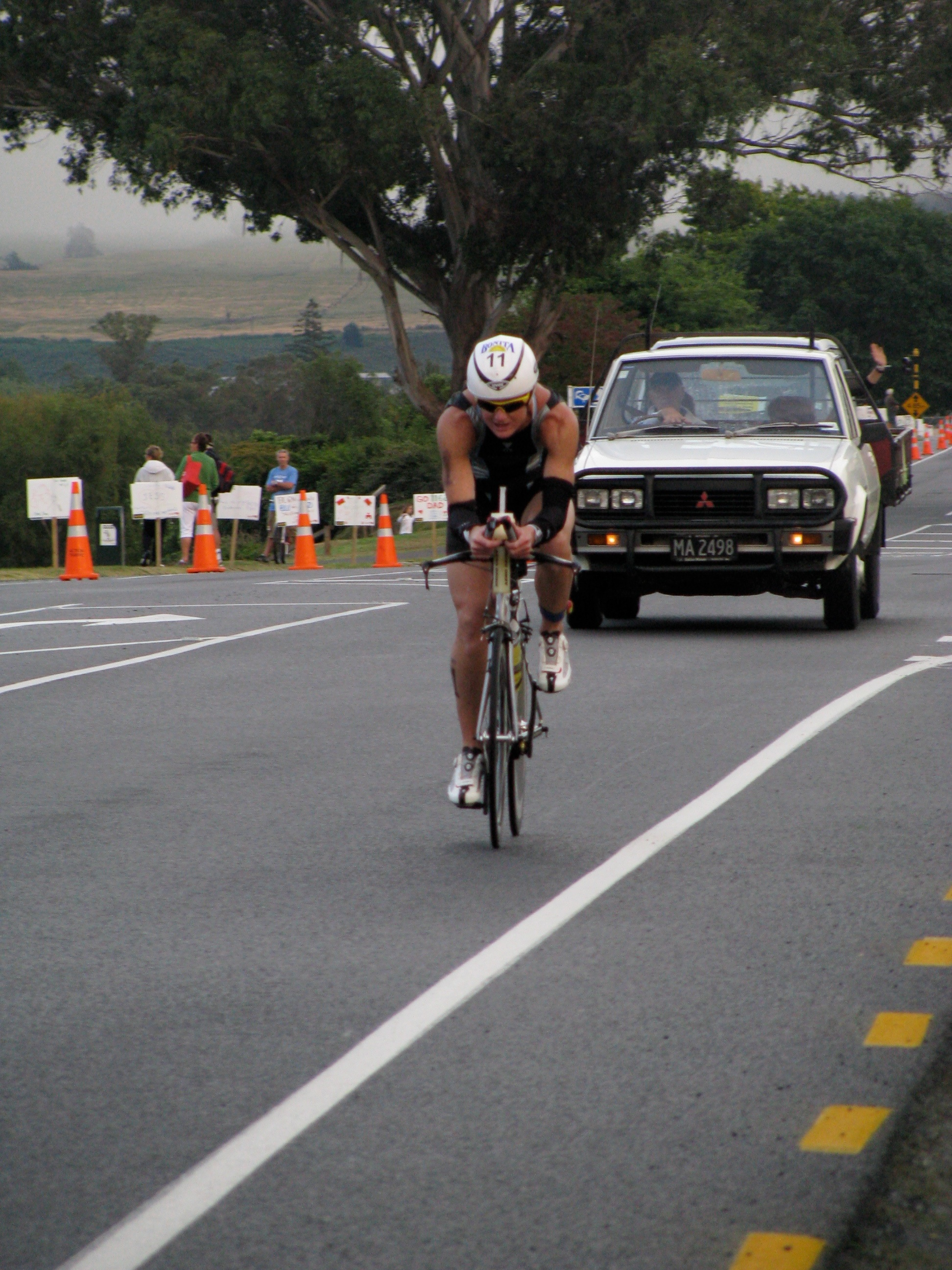
Joanna Lawn beim Ironman New Zealand (2009)

## Sportliche Erfolge
| Datum/Jahr    | Rang | Wettbewerb                    | Austragungsort   | Zeit     | Bemerkung                                                       |
| ------------- | ---- | ----------------------------- | ---------------- | -------- | --------------------------------------------------------------- |
| 19. Jan. 2014 | 3    | Ironman 70.3 Auckland         | Auckland         |          | Abschiedsrennen in ihrer Heimat                                 |
| 19. Mai 2013  | 3    | Ironman 70.3 Florida          | Orlando          | 04:20:51 |                                                                 |
| 3. Juni 2012  | 3    | Ironman 70.3 Cairns           | Cairns           | 04:30:15 |                                                                 |
| 7. Jan. 2012  | 1    | Port of Tauranga Half Ironman | Tauranga         | 04:22.54 | Lawn konnte hier ihren bereits vierten Sieg erzielen.           |
| 5. Nov. 2011  | 3    | Ironman 70.3 Port Macquarie   | Port Macquarie   | 04:32:27 |                                                                 |
| 14. Aug. 2011 | 5    | Ironman 70.3 Germany          | Wiesbaden        | 04:52:28 | Ironman 70.3 European Championship                              |
| 3. Juli 2011  | 1    | Ironman 70.3 Korea            | Jeju             |          |                                                                 |
| 7. Mai 2011   | 1    | Ironman 70.3 Busselton        | Busselton        | 04:13:23 | [ 3 ]                                                           |
| 1. Mai 2011   | 1    | Ironman 70.3 Port Macquarie   | Port Macquarie   | 04:29:36 | Siegerin bei der Erstaustragung                                 |
| 8. Jan. 2011  | 1    | Port of Tauranga Half Ironman | Tauranga         | 04:15:38 | [ 4 ]                                                           |
| 13. Sep. 2010 | 2    | Ironman 70.3 Muskoka          | Muskoka          | 04:40:52 | Zweite in Huntsville                                            |
| 9. Jan. 2010  | 4    | Port of Tauranga Half Ironman | Tauranga         | 04:21:19 | 2 km Schwimmen, 90 km Radfahren und 21,1 km Laufen              |
| 26. Juni 2009 | 3    | Ironman 70.3 Buffalo Springs  |                  | 04:36:37 |                                                                 |
| 17. Mai 2009  | 2    | Ironman 70.3 Florida          |                  | 04:24:00 | zweiter Rang hinter der Siegerin Leanda Cave                    |
| 3. Mai 2009   | 8    | Ironman 70.3 St. Croix        | Saint Croix      | 04:49:18 |                                                                 |
| 26. Apr. 2009 | 12   | St. Anthony’s Triathlon       | Saint Petersburg | 02:06:32 | in Florida (1,5 km Schwimmen, 40 km Radfahren und 10 km Laufen) |
| 10. Jan. 2009 | 2    | Port of Tauranga Half Ironman | Tauranga         | 04:18:47 | zweiter Rang hinter ihrer Landsfrau Samantha Warriner           |
| 2008          | 2    | Ironman 70.3 Kansas           |                  | 04:19:33 |                                                                 |
| 5. Jan. 2007  | 1    | Port of Tauranga Half Ironman | Tauranga         |          |                                                                 |
| 2006          | 1    | Port of Tauranga Half Ironman | Tauranga         |          |                                                                 |
| 1998          | 9    | Commonwealth Games 1998       | Kuala Lumpur     |          |                                                                 |

| Datum/Jahr    | Rang | Wettbewerb                  | Austragungsort | Zeit     | Bemerkung |
| ------------- | ---- | --------------------------- | -------------- | -------- | --- |
| 14. Juli 2013 | 5    | Challenge Roth              | Roth           | 09:09:00 | |
| 19. Jan. 2013 | 3    | Challenge Wanaka            | Lake Wānaka    | 09:44:30 | |
| 22. Apr. 2012 | 3    | Samui Triathlon             | Ko Samui       |          | |
| 25. März 2012 | 4    | Ironman Melbourne           | Melbourne      | 09:06:53 | Vierte bei der Erstaustragung – mit neuer persönlicher Bestzeit bei einem Ironman-Rennen                                               |
| 4. März 2012  | 3    | Ironman New Zealand         | Taupō          | 04:30:40 | Witterungsbedingt musste der Ironman auf verkürztem Kurs als Ironman 70.3 ausgetragen werden.                                          |
| 21. Mai 2011  | 9    | Ironman Texas               | The Woodlands  | 09:32:19 | |
| 5. März 2011  | 3    | Ironman New Zealand         | Taupō          | 09:31:53 | |
| 9. Okt. 2010  | 20   | Ironman Hawaii              | Hawaii         | 09:43:08 | Ironman World Championship |
| 4. Juli 2010  | 7    | Ironman Germany             | Frankfurt      | 09:36:12 | |
| 6. März 2010  | 1    | Ironman New Zealand         | Taupō          | 09:14:35 | Joanna Lawn errang ihren siebten Sieg in Neuseeland mit neuem Streckenrekord und mit persönlicher Marathonbestzeit (03:06:23 Stunden). |
| 10. Okt. 2009 | 7    | Ironman Hawaii              | Hawaii         | 09:34:45 | |
| 7. März 2009  | 2    | Ironman New Zealand         | Taupō          | 09:23:08 | zweiter Rang hinter der Siegerin Gina Ferguson                                                                                         |
| 1. März 2008  | 1    | Ironman New Zealand         | Taupō          | 09:16:00 | |
| 13. Okt. 2007 | 4    | Ironman Hawaii              | Hawaii         |          | |
| 3. März 2007  | 1    | Ironman New Zealand         | Taupō          | 09:20:02 | |
| 2007          | 2    | Challenge Roth              | Roth           | 08:58:25 | |
| 2. Juli 2006  | 1    | Challenge Roth              | Roth           | 09:01:17 | Sieg vor der Australierin Belinda Granger                                                                                              |
| 4. März 2006  | 1    | Ironman New Zealand         | Taupō          | 04:10:33 | Der Ironman wurde witterungsbedingt ohne die Schwimmdistanz ausgetragen (90 km Radfahren, 21 km Laufen).                               |
| 15. Okt. 2005 | 4    | Ironman Hawaii              | Hawaii         |          | |
| 3. Apr. 2005  | 4    | Ironman 70.3 Port Macquarie | Port Macquarie | 09:34:04 | |
| März 2005     | 1    | Ironman New Zealand         | Taupō          | 09:30:14 | |
| März 2004     | 1    | Ironman New Zealand         | Taupō          | 09:22:24 | |
| 2004          | 3    | Ironman USA                 | Lake Placid    | 09:39:58 | |
| 18. Okt. 2003 | 14   | Ironman Hawaii              | Hawaii         | 09:52:20 | [ 8 ] |
| 2003          | 3    | Ironman USA                 | Lake Placid    |          | |
| 2003          | 1    | Ironman New Zealand         | Taupō          | 09:17:56 | Februar |
| 16. Okt. 2002 | 10   | Ironman Hawaii              | Hawaii         | 09:42:56 | |
| 28. Juli 2002 | 2    | Ironman USA                 | Lake Placid    | 09:57:38 | Zweite hinter der Kanadierin Heather Fuhr                                                                                              |
| 2. März 2002  | 2    | Ironman New Zealand         | Taupō          |          | Februar |
| Feb. 2001     | 4    | Ironman New Zealand         | Taupō          |          | |

(DNF – Did Not Finish)